# Dança serpentina

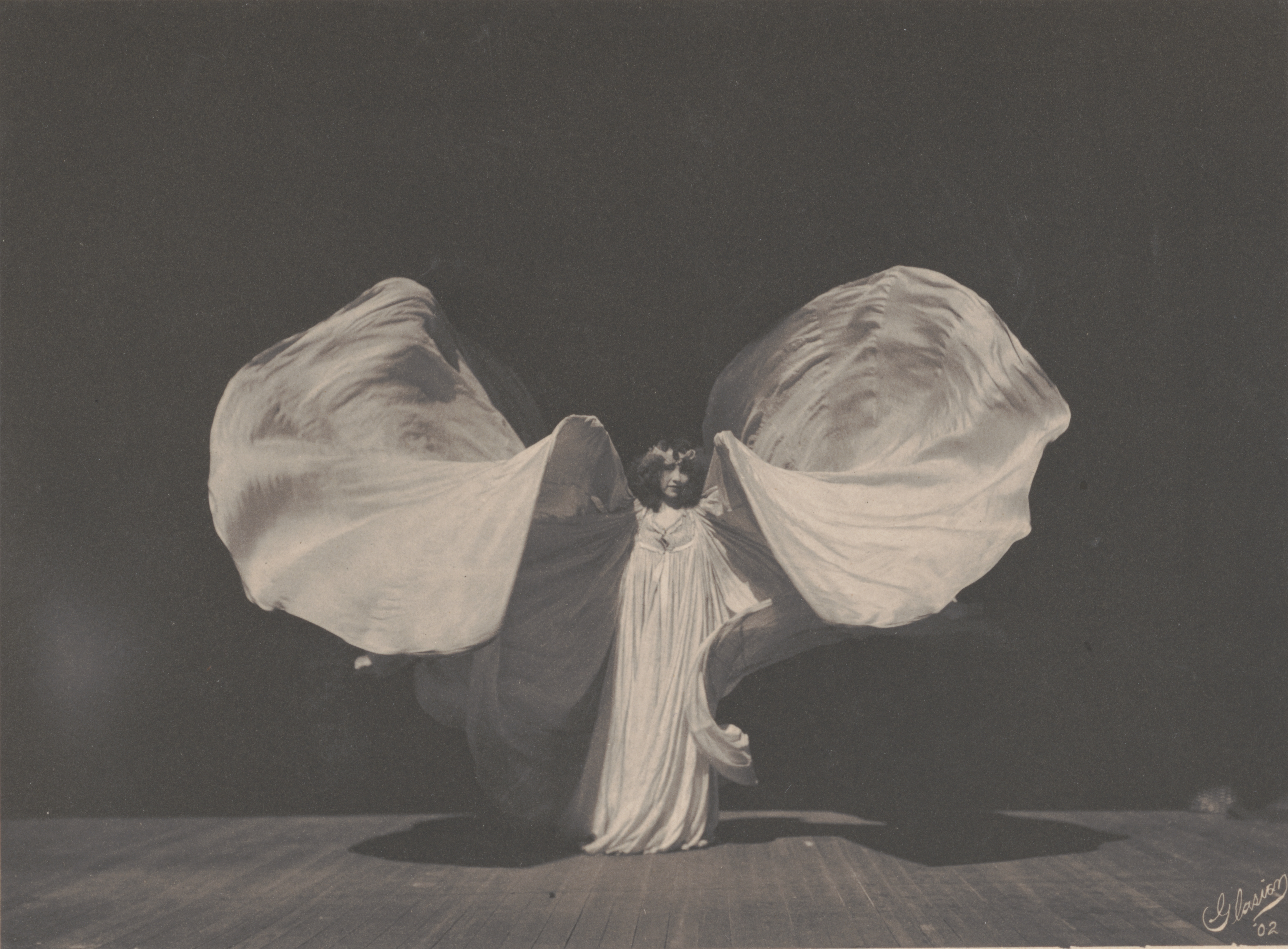
Loie Fuller em cena (Foto de Frederick Glasier, 1902).

A dança serpentina é uma forma de dança, muito popular nos Estados Unidos e na Europa na década de 1890, tornando-se um marco nos espetáculos de palco e nos primeiros filmes da história do cinema. Foi criada pela dançarina americana Loie Fuller no Park Theatre, em Brooklyn, Nova York, a 15 de fevereiro de 1892.
Fuller fazia uma união de suas coreografias com seus trajes confeccionados em seda iluminados por luzes multicoloridas, assim percebendo o efeito de refletores em seus trajes resolveu explorar por toda a sua vida essa ideia de iluminação.

## Desenvolvimento
A dança serpentina é uma evolução da dança da saia, uma forma de dança burlesca que havia chegado anod antes aos Estados Unidos e à Inglaterra. A dança de saia foi em si uma reação contra formas "académicas" de balé, incorporando versões domesticadas de danças folclóricas e populares como o cancan.
A nova dança foi originada por Loie Fuller, que deu vários relatos de como ela a desenvolveu. Através do seu relato, que é amplamente divulgado, nunca tendo dançado profissionalmente antes, acidentalmente descobriu os efeitos da luz do palco lançada de diferentes ângulos no tecido de gaze de um traje que havia montado às pressas para sua performance na peça Quack M.D., e espontaneamente desenvolveu a nova forma em resposta à reação entusiasmada do público ao ver a forma como sua saia apareceu nas luzes. Durante a dança, segurou a sua saia longa nas suas mãos, e acenou ao redor, revelando a sua forma por dentro. Nas palavras do historiador de dança Jack Anderson, "O traje para a sua Dança Serpentina consistia em centenas de metros de seda da China que ela deixava flutuar ao seu redor enquanto os efeitos de iluminação sugeriam que estava a pegar fogo e a tomar formas que lembravam flores, nuvens, pássaros e borboletas."

## Utilização nos primórdios do cinema
Esta coreografia inovadora deu imediatamente origem a inúmeras imitações de outros bailarinos. Quando os primeiros filmes de cinema destinados ao cinetoscópio foram rodados em 1893, Thomas Edison convidou Loie Fuller para se apresentar no set do primeiro estúdio de cinema, o Black Maria, em frente ao cinetógrafo, a primeira câmera cinematográfica, mas a dançarina recusou ser filmada, o que provoca, na falta de poder obtê-lo pessoalmente, a filmagem de muitas versões dançadas por outros dançarinos.
Entre os filmes mais conhecidos encontram-se Annabelle Serpentine Dance (1894), interpretado pela dançarina Annabelle Moore e produzido pela Edison Manufacturing Company; e um filme dos irmãos Lumière feito em 1896. Um dos primeiros filmes portugueses de Aurélio da Paz dos Reis, A Dança Serpentina, com a participação da dançarina brasileira Cinira Polónio, também é outro exemplo da popularidade deste género de dança. Muitos outros cineastas produziram as suas próprias versões, fazendo versões pintadas à mão para evocar (embora não reproduzissem) a aparência da projeção de luz colorida.
- Annabelle Serpentine Dance, No. 2
- Um segmento de Annabelle Butterfly & Serpentine Dances

- Méliès - La Colonne de feu

- Dança Serpentina dos Irmãos Lumiere
- Criação da Serpentina
- Criação da Serpentina

- Loïe Fuller Danse serpentine extrait colorisée